# Osceola (Missouri)
Pour les articles homonymes, voir Osceola (homonymie).
La ville d'Osceola est le siège du comté de Saint Clair, situé dans l'État du Missouri, aux États-Unis.